# Riattaccata

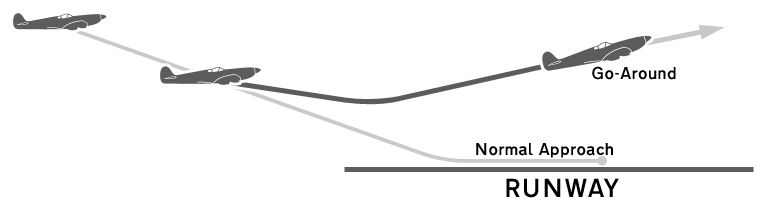
Schema della riattaccata

La riattaccata (in inglese go-around) consiste nell'interruzione della manovra di atterraggio di un aeroplano, che riprende quota poco prima o dopo aver toccato terra. Questo può avvenire a causa di molteplici motivazioni che possono rendere non sicura la fase di atterraggio, come ad esempio:
- mancanza di riferimenti visivi alla quota minima prevista dalla procedura;
- errore del pilota nel valutare la distanza per l'atterraggio, con il rischio di arrivare lungo sulla pista ed avere poco spazio per arrestare l'aereo;
- condizioni meteo che vengono repentinamente a cambiare, spesso con forti raffiche di vento;
- presenza di stormo di uccelli proprio sopra il punto di atterraggio, a pochi metri sopra la superficie della pista (il rischio è di danneggiamento dei motori);
- ordine dalla torre di controllo che impone di annullare l'atterraggio in quanto la pista si è ritrovata improvvisamente ingombra o non idonea all'atterraggio;

Molto suggestiva e spesso causa di paura tra i passeggeri dei voli di linea a causa del repentino aumento di spinta dei motori e della brusca risalita dell'aereo, la riattaccata è tuttavia considerata una manovra estremamente normale e sicura.

## Atterraggio e decollo simultanei
Può capitare che un velivolo atterri, percorra un tratto di pista e decolli nuovamente subito dopo. Questa manovra può essere eseguita in casi come:
- addestramento del pilota, durante un volo dedicato;
- conoscenza di un nuovo aeroporto da parte del pilota, durante un volo dedicato;
- collaudo della macchina oppure dell'infrastruttura aeroportuale.